# Rubén Amaro, Jr.
Pour son père, voir Rubén Amaro, Sr..
Pour les articles homonymes, voir Amaro.
Rubén Amaro, Jr. (né le 12 février 1965 à Philadelphie, Pennsylvanie, États-Unis) est un ancien joueur et dirigeant de baseball. Il est ensuite devenu instructeur.
Il évolue dans la Ligue majeure de baseball au poste de voltigeur de 1991 à 1996 pour les Angels de la Californie, les Phillies de Philadelphie et les Indians de Cleveland.
Il est directeur général des Phillies de Philadelphie de novembre 2008 à septembre 2015.

## Carrière de joueur
Rubén Amaro, Jr. est le fils de l'ancien joueur Rubén Amaro, Sr. et le petit-fils de Santos Amaro, joueur natif de Cuba qui a évolué en Ligue mexicaine de 1939 à 1955. Le jeune Amaro est batboy de 1980 à 1983, notamment à l'époque où son père est instructeur de premier but de l'équipe.
À l'université, Amaro joue pour le Cardinal de Stanford, avec qui il remporte en 1987 les College World Series. Il est en 1987 repêché au 11e tour de sélection par les Angels de la Californie, l'équipe avec laquelle il fait en 1991 ses débuts dans le baseball majeur mais pour qui il ne dispute que 10 matchs. Le 8 décembre 1991, les Angels échangent Amaro et le lanceur gaucher Kyle Abbott aux Phillies de Philadelphie contre le vétéran voltigeur Von Hayes.
Amaro fait deux séjours chez les Phillies : de 1992 à 1993, puis de 1996 à 1998. En novembre 1993, les Phillies l'échangent aux Indians de Cleveland contre le releveur droitier Heathcliff Slocumb. Amaro est préféré au vétéran joueur étoile Dave Winfield sur l'effectif des Indians qui participe en 1995 aux séries éliminatoires. Il obtient deux passages au bâton, qui se soldent par deux retraits, dans la Série mondiale 1995 perdue par les Indians aux mains des Braves d'Atlanta.
Rubén Amaro, Jr. a disputé seulement 485 matchs sur 8 saisons dans le baseball majeur. Il a disputé 126 et 117 matchs pour les Phillies au cours, respectivement, des saisons 1992 et 1997, mais a été essentiellement réserviste les autres années. Sa moyenne au bâton en carrière s'élève à ,235 grâce à 218 coups sûrs, dont 43 doubles, 9 triples et 16 circuits. Il compte 99 points marqués, 100 points produits et 15 buts volés. Les Amaro forment le seul duo père-fils à avoir porté les couleurs des Phillies, le plus âgé ayant joué à Philadelphie de 1960 à 1965.

## Carrière de dirigeant
Rubén Amaro, Jr. joint l'équipe de direction des Phillies de Philadelphie en 1998 comme assistant au directeur général. Engagé par Ed Wade, il épaule celui-ci pendant 7 saisons avant de passer 3 années comme assistant à Pat Gillick. En novembre 2008, quelques jours après la victoire des Phillies en Série mondiale, Gillick accepte le poste de président du club et cède le poste de directeur général, pour lequel il était sous contrat jusqu'au 31 octobre, à Amaro, qui cumule aussi les fonctions de vice-président senior. Amaro accepte un contrat initial d'une durée de 3 ans. Moins d'un an plus tard, le club remporte le championnat de la Ligue nationale mais perd en Série mondiale 2009. L'équipe, qui est alors à son zénith, aligne quelques autres bonnes saisons, une séquence qui culmine avec une saison 2011 de 102 victoires, la meilleure de l'histoire de la franchise. Mais le déclin survient rapidement : après 5 titres de division consécutifs, les Phillies passent de seulement 60 défaites en 2011 à 81 en 2012, puis 89 à chacune des deux années suivantes, pour se retrouver au dernier rang de leur section en 2014.
En mars 2011, le contrat d'Amaro chez les Phillies est prolongé de 4 ans.
Amaro est critiqué pour avoir tardé à engager les Phillies dans un processus de reconstruction et est critiqué pour avoir haussé après la saison 2013 la moyenne d'âge des joueurs de son équipe alors que les performances des membres les plus âgés, davantage sujet aux blessures, déclinaient déjà rapidement. Sporting News classe Amaro 30e sur 30 dans son palmarès des meilleurs directeurs-gérants des Ligues majeures en mai 2014. Il est congédié par les Phillies le 10 septembre 2015.

## Carrière d'instructeur
Le 26 octobre 2015, Amaro est nommé instructeur de premier but des Red Sox de Boston, ce qui marque son retour sur le terrain pour la première fois depuis la fin de sa carrière de joueur.